# Силиго

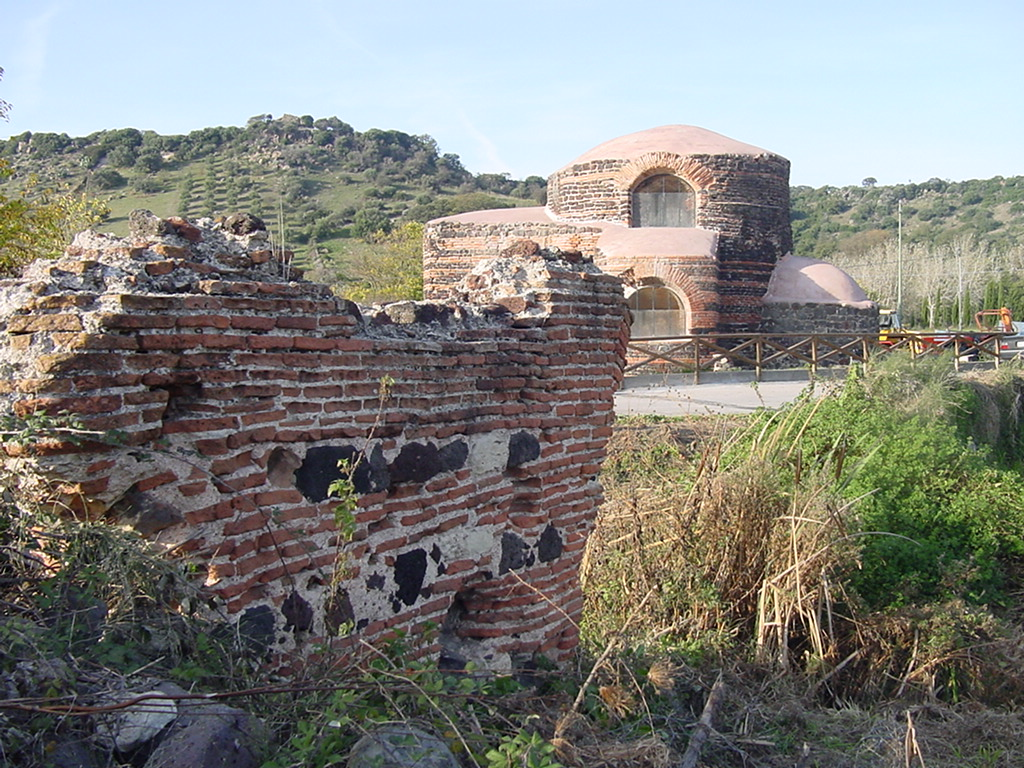
Византийская базилика

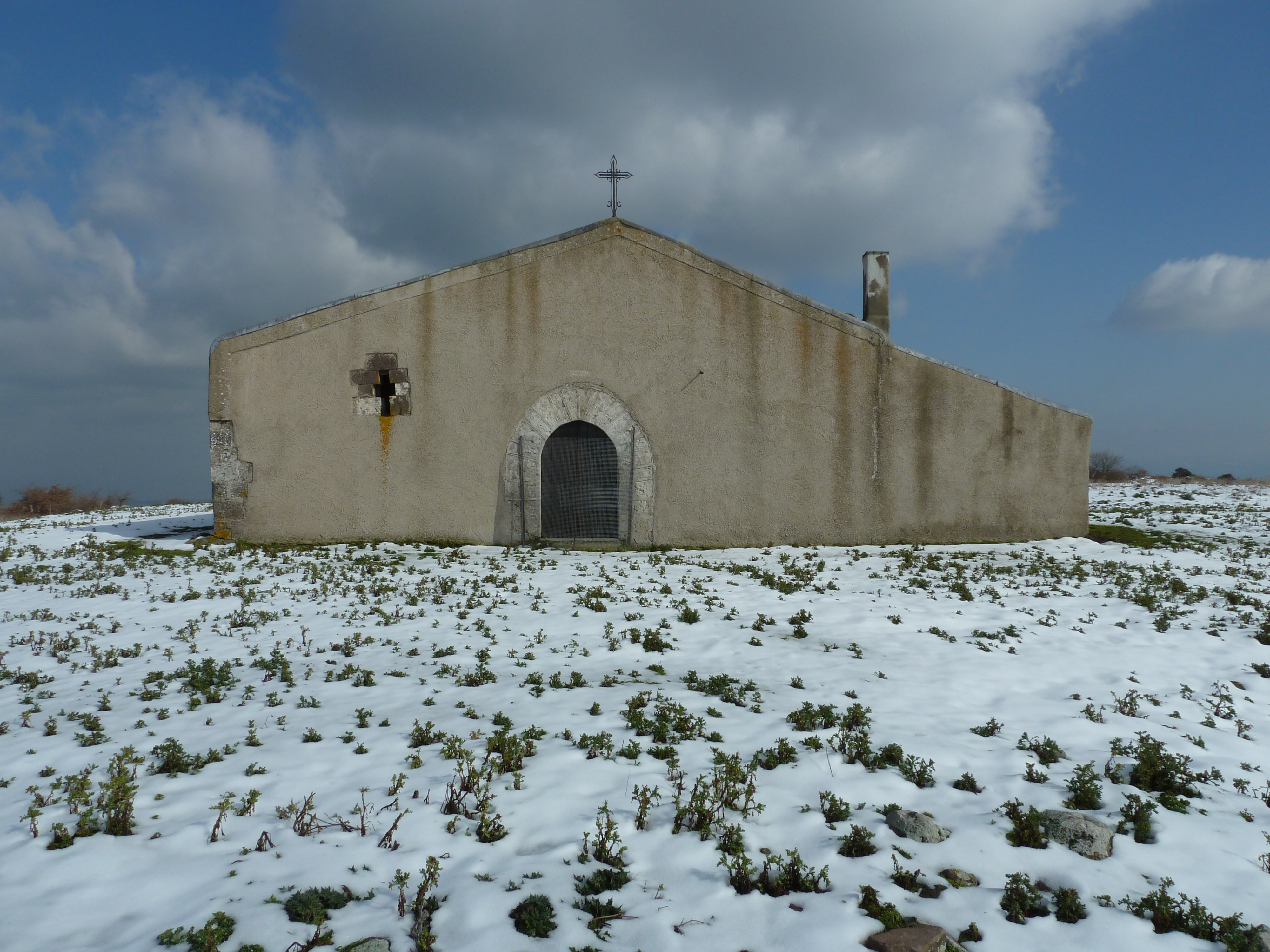
Силиго, храм свв. пророков Илии и Еноха

Силиго (итал. Siligo) — город в итальянской провинции Сассари в регионе Сардиния.
Покровительницей города почитается святая Виктория, празднование 23 декабря.
Соседние коммуны: Ардара, Банари, Бессуде, Боннанаро, Кодронджанос, Флоринас, Морес и Плоаге.
Достопримечательности: византийская базилика и римский акведук.

## Знаменитые земляки
- Мария Карта — актриса и певица